# Северный лебедь (экомаркировка)

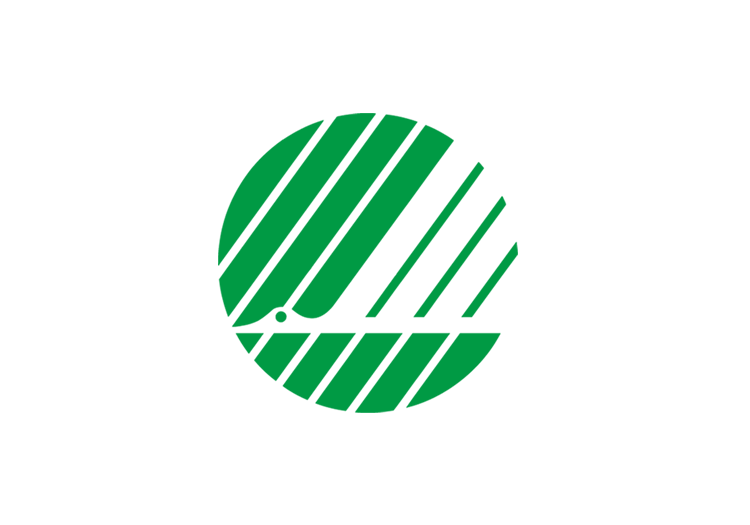
Экомаркировка «Северный лебедь»

Экомаркировка «Северный лебедь» (англ. Nordic Swan ecolabel, фин. Joutsenmerkki, швед. Svanenmärkta) — официальный экологический знак, используемый в странах Северной Европы. Знак обозначает, что товары или услуги соответствуют экологическим критериям, разработанным для данной группы товаров или услуг. Стандарты присвоения экомаркировки разработаны для более чем 60 товарных групп. Экомаркировка «Северный лебедь» помогает компаниям в реализации экологически устойчивых решений, а потребителям — выбирать лучшие с экологической точки зрения товары и услуги. Национальные ассоциации, выдающие сертификаты соответствия «Северный лебедь», являются членамим независимой международной некоммерческой Всемирной ассоциации экомаркировки (GEN).

## Дизайн знака экомаркировки
Знак строится на двухцветной колористической схеме (белый и зеленый) и представляет собой условный полусилуэт летящего справа налево лебедя-кликуна на фоне круга. Знак пересекают семь диагональных линий: белых на зелёном фоне и зелёных на белом, так что крыло лебедя делится на четыре части по числу стран, создавших систему экосертификации в 1989 году (Норвегия, Швеция, Финляндия, Исландия).

## История
Единая скандинавская экологическая маркировка «Северный лебедь» была официально утверждена в 1989 году Советом министров Северных стран. Она используется в Норвегии, Швеции, Финляндии, Исландии (с 1989-го) и Дании (с 1998-го). Целью экомаркировки является упростить потребителю поиск товаров, произведенных с соблюдением экологических требований, а для компаний — облегчить производство таких товаров.
В Швеции первые критерии получения экомаркировки появились для батареек в 1991 году. Через год начали разрабатываться критерии для других товаров: бумаги, моющих средств и т. д. В 1999 году были утверждены первые критерии получения «Северного лебедя» в сфере обслуживания, а именно в гостиничном бизнесе. В 2005 году появился первый жилой дом с этой экологической маркировкой.

## Миссия
Миссия экомаркировки — сделать экологически мотивированный выбор товара или услуги по возможности простым. В основе системы экосертификации «Северный лебедь» лежат идеи экономики замкнутого цикла и устойчивого развития, поддержанные ООН, а именно снижение воздействия на окружающую среду в результате производства и потребления товаров. Присвоение экомаркировки помогает реализации целей устойчивого развития, которые основываются на оценке жизненного цикла товаров и услуг. Экомаркировка основывается на жестких требованиях к продукции на всех этапах жизненного цикла и постоянном повышении этих требований для обеспечения устойчивого развития. Деятельность организаций по выдаче экологической маркировки также направлена на сокращение углеродного следа от деятельности компаний. Система экосертификации «Северный лебедь» реализует 11 из 17 целей в области устойчивого развития, среди которых обеспечение устойчивых методов потребления и производства, безопасность жизни и благополучие людей всех возрастов.

## Критерии
Экосертификация является добровольной. Компании могут подать заявку на получение знака «Северный лебедь» для своих товаров или услуг, если они соответствуют установленным для них критериям, в частности отвечают строгим экологическим требованиям на всех этапах жизненного цикла товара, а также жестким требованиям к используемым химическим веществам. Соответствие критериям проверяется в независимых лабораториях. Критерии ужесточаются каждые 3-5 лет. Они зависят от экологической и рыночной ситуации и новых технологических достижений, поэтому экознак выдается обычно на три года, затем компания должна подавать заявку заново. Экомаркировка проверяет жизненный цикл товара или услуги от стадии получения сырья до производства, характер использования товара, его вывода из эксплуатации и утилизации. Поощряется устойчивое использование ресурсов, переработка и повторное использование, сокращение отходов на протяжении всего жизненного цикла продукта или услуги.

## «Северный лебедь» в странах Северной Европы
В разных странах Северной Европы за выдачу экосертификатов отвечают разные компании, получающие госфинансирование, например в Швеции — это Ecolabelling Sweden, в Норвегии — Stiftelsen Miljømerking, в Финляндии — Motiva Oy. Всего в странах Северной Европы знак «Северный лебедь» уже получили более 25000 товаров и услуг. В Швеции экологическим знаком отмечены более 20000 товаров. В Дании — 18000, в Финляндии — более 10000. За два года (2018—2020) количество зданий, отвечающих требованиям северной экологической маркировки, в странах Северной Европы почти удвоилось. В Финляндии и Дании 93 % потребителей знакомы с маркировкой «Северный лебедь», в Швеции — 97 %  половина финских покупателей и 66 % датчан ищут его при выборе продукции.